# Jody Brown
Pour les articles homonymes, voir Brown.
Jody Brown, née le 16 avril 2002 à Portmore, est une footballeuse internationale jamaïcaine. Avec l’équipe de Jamaïque, elle se qualifie et participe aux Coupes du monde en 2019 et 2023.

## Biographie
À Lime Hall en Jamaïque d'où elle est originaire, Jody Brown joue avec les garçons dans le club local de St. Ann Football Association (SAFA), où elle est la meilleure buteuse.
En 2017, à tout juste 15 ans, elle rejoint la Montverde Academy, un centre de formation situé à Montverde, à proximité d'Orlando. Elle remporte le championnat d'état en 2017-2018 puis en 2018-2019. Lors de son année junior en 2019, elle inscrit 32 buts pour 9 passes décisives, et reçoit plusieurs titres individuels.
Elle évolue à partir de 2024 au Benfica Lisbonne. En juillet 2025, elle rompt son contrat avec le club lisboète et rejoint le club français de l'Olympique de Marseille.

## Palmarès
Benfica Lisbonne
- Championne du Portugal en 2025
- Vainqueur de la Coupe de la Ligue en 2025

 Jamaïque
- Troisième du Championnat féminin de la CONCACAF 2018 et du Championnat féminin de la CONCACAF 2022

## Distinctions personnelles
- Meilleur XI féminin de la CONCACAF en 2018[3]
- Meilleure jeune joueuse du Championnat féminin de la CONCACAF 2018